# Епархия Макапы
Епархия Макапы (лат. Dioecesis Macapensis) — епархия Римско-Католической церкви с центром в городе Макапа, Бразилия. Епархия Макапы входит в митрополию Белен-до-Пара. Кафедральным собором епархии Макапы является церковь святого Иосифа.

## История
1 февраля 1949 года Святой Престол учредил территориальную прелатуру Макапы, выделив её из территориальной прелатуры Сантарена (сегодня — епархия Сантарена). 30 октября 1980 года территориальная прелатура Макапы была преобразована в епархию Макапы.

## Ординарии епархии
- епископ Aristide Pirovano (21.07.1955 — 27.03.1965)
- епископ Giuseppe Maritano (29.12.1965 — 31.08.1983)
- епископ Luiz Soares Vieira (25.04.1984 — 13.11.1991) — назначен архиепископом Манауса
- епископ Giovanni Risatti (20.01.1993 — 8.09.2003)
- епископ Pedro José Conti (29.12.2004 — по настоящее время)

## Источник
- Annuario Pontificio, Ватикан, 2007